# Christ Brotherhood
Christ Brotherhood, Inc. là một nhóm tôn giáo UFO do Wallace C. Halsey sáng lập vào ngày 16 tháng 12 năm 1956 tại Orange, California, Mỹ. Halsey tuyên bố rằng trong lúc ngủ thì ông bỗng dưng tiếp nhận thông điệp từ người ngoài hành tinh, hàm ý đưa ra lời cảnh báo về sự hủy diệt sắp xảy ra của thế giới và việc tập hợp những người còn sót lại của nhân loại để được cứu thoát khỏi thảm họa này. Halsey mô tả Christ Brotherhood, Inc. thuộc tổ chức giáo dục tôn giáo phi lợi nhuận được thành lập nhằm mục tiêu "mang lại sự hiểu biết nhiều hơn cho tất cả nhân loại". Theo Halsey, tổ chức này quy tụ các thành viên của 52 giáo phái khác nhau.

## Xây dựng khu phức hợp Dãy núi Rocky
Halsey đã dẫn ít nhất một số thành viên của nhóm đến Thung lũng Cache, Utah, để bắt đầu xây dựng một khu liên hợp dự định bao gồm các hầm trú bom dưới lòng đất ở vùng núi phía đông Thành phố Smithfield vào mùa hè năm 1961. Vị trí trong Hẻm núi Chính ở Smithfield đã được chọn do việc xác định Dãy núi Rocky là nơi chốn an toàn dựa theo lời nói của Joseph Smith, nhà tiên tri sáng lập ra Giáo hội các Thánh hữu Ngày sau của Chúa Giêsu Kytô và các nhà thờ thuộc phong trào Thánh Hữu Ngày Sau khác.
Khu phức hợp trú ẩn dự định chứa khoảng 1.000 người và theo Halsey, dự tính "vì sự an toàn của bất kỳ ai có thể đến đó trong trường hợp bị kẻ thù tấn công," mà không mất phí gia nhập hoặc phải có giấy phép đặc biệt mới được phép vào. Halsey cũng cho biết Brotherhood đã bỏ tiền ra sắm thiết bị hạng nặng và dọn đường đến địa điểm này nằm trên diện tích 45 mẫu Anh mua lại từ S. Ivan Nilson. Cũng trong năm 1961, hai thành viên giấu tên của Brotherhood đã chọn một địa điểm cho khu phức hợp trú ẩn tương tự tại Aspen, Colorado, which sẽ liên kết với địa điểm Utah bằng thiết bị vô tuyến. Nơi trú ẩn ở Utah chưa được hoàn thành nhưng Brotherhood vẫn xây cất một số ngôi nhà và một nhà thờ nhỏ trên khu đất này.

## Sự biến mất của nhà lãnh đạo và sự tan rã của nhóm
Đoàn thể này dường như mất đi sự gắn kết từ sau khi Halsey mất tích khi đang đi trên một chuyến bay bằng máy bay loại nhỏ từ Utah đến Nevada vào tháng 3 năm 1963. Bất chấp một cuộc tìm kiếm trên không rộng rãi và những nỗ lực của các cộng sự tôn giáo UFO của Halsey nhằm giải quyết bí ẩn bằng cách sử dụng sự trợ giúp của người ngoài hành tinh, chiếc máy bay vẫn không được tìm thấy trong suốt 13 năm liền, cho đến khi một thợ săn hươu bị lạc tình cờ tìm thấy tàn tích máy bay này (bao gồm cả thi thể của Halsey và phi công Harry Cleveland Ross, Jr., cựu thị trưởng Seal Beach, California và là cộng sự kinh doanh của Halsey) trên một sườn núi hiểm trở nằm gần St. George, Utah. Một số lời giảng dạy của Halsey đối với nhóm Brotherhood đều được ghi chép trong cuốn sách nhan đề Cosmic End-Time Secrets, một tập được xuất bản sau khi tác giả qua đời vào năm 1965 bao gồm các thông điệp do những thực thể ngoài Trái Đất chuyển tải một cách có chủ đích đến Halsey.